# Île Sharapovy Koshki
L'île Sharapovy Koshki (en russe : Острова Шараповы Кошки) est une île située dans la mer de Kara, dans le district autonome de Iamalo-Nénétsie, au nord de la Russie.

## Géographie
Elle s'étend sur environ 6,9 km de longueur pour une largeur approximative de 2,5 km